# Trampa petrolífera

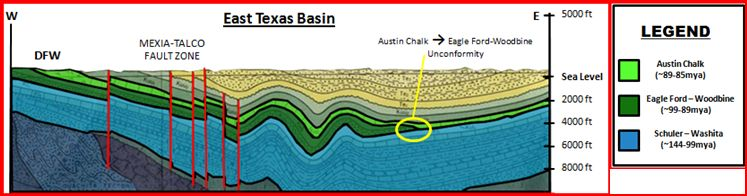
Sección geológica de la cuenca Texas Este, mostrando diferentes tipos de trampas petrolíferas: estructurales (fallas, anticlinales) y estratigráficas (discordancias).

Migración de los hidrocarburos a través de los poros.

Una trampa petrolífera o trampa de petróleo es una estructura geológica que hace posible la acumulación y concentración del petróleo, manteniéndolo atrapado y sin posibilidad de escapar de los poros de una roca permeable subterránea. El petróleo así acumulado constituye un yacimiento petrolífero secundario y la roca cuyos poros lo contienen se denomina roca almacén.
El petróleo se compone de un conjunto de numerosas sustancias líquidas distintas, los hidrocarburos, que son menos densos que el agua, por lo que tienden a flotar en ella. Esto produce un movimiento de migración del petróleo desde el momento que se forma, a partir de restos de plancton, hacia la superficie del suelo, viajando a través de los poros de rocas permeables. Una vez que aflora a la superficie, formando la llamada fuente o manantial de petróleo, va desapareciendo con los años, pues los volátiles escapan a la atmósfera y el resto de hidrocarburos van siendo degradados por microorganismos que se alimentan de ellos, pasando de ahí al resto de la cadena trófica de los ecosistemas.
Los detalles estructurales y génesis de los yacimientos petrolíferos ha sido una de las ramas de la geología más estudiada y de la que se tienen más datos, debido a la enorme importancia que ha tenido para la humanidad la búsqueda y extracción de este recurso natural.

## Tipos de trampas petrolíferas

Los anticlinales forman el 80% de las trampas petrolíferas.

### Trampas estratigráficas
Se forman cuando, en una sucesión estratigráfica, las capas suprayacentes a una capa porosa son impermeables, sellándola e impidiendo el flujo del petróleo. 
En todos los casos los hidrocarburos fluyen hacia la parte superior de la roca almacén.
Por cambios laterales de facies: por acuñamiento y desaparición lateral de capas porosas o por cambios en la porosidad de una misma capa; de este tipo son el 7% de las trampas. En esta categoría pueden entrar las facies arrecifales, debidas a corales, arqueociatos, rudistas, etc., que suelen mostrar una alta porosidad y bruscos cambios de facies; representan el 3% de las trampas conocidas.
Las discordancias pueden asimismo formar trampas al petróleo, cuando disectan una capa porosa y son cubiertas por materiales impermeables. Suponen el 3% de las trampas.

### Trampas estructurales

Trampa estructural: falla geológica

Cuando la causa es tectónica. Puede ser una falla (1% de las trampas) que ponga en contacto una roca impermeable con otra porosa, produciendo un escalón en donde se acumula el petróleo, o más frecuentemente por un pliegue anticlinal, que forma un recipiente invertido en el que queda atrapado el petróleo en su lenta huida hacia la superficie. Los anticlinales suponen el 80% de las trampas. También son trampas de tipo estructural las acumulaciones de petróleo que se pueden producir asociadas a las estructuras periféricas de un domo salino.

### Trampas mixtas
Están formadas por la combinación de trampas estratigráficas y trampas estructurales. Suponen el 6% de las trampas petrolíferas.

### Trampa de rocas bituminosas
A veces la concentración es tan alta que los gases comprimen con fuerza, y sumado esto a la compresión por las fuerzas tectónicas provoca que las capas superior e inferior de arcillas o margas terminen por empaparse de petróleo a pesar de su resistencia a la permeabilidad, transformándose en lo que se denomina rocas bituminosas o esquistos bituminosos.
La misma resistencia que ofrecen a coger petróleo la presentan a dejar escapar el petróleo que contienen, por lo que este recurso natural no ha sido tradicionalmente considerado como reserva natural de petróleo por la industria extractora de crudo. El avance futuro de la tecnología y el previsible aumento del precio del petróleo conforme se vaya agotando en el futuro podría convertir en económicamente rentable la extracción a partir de rocas bituminosas, aumentando así en gran medida las reservas mundiales de este importante y cada vez más escaso recurso natural.